# Менні Пак'яо — Мігель Котто
Бій Менні Пак'яо — Мігель Котто, також відомий як Firepower — боксерський бій, який відбувся 14 листопада 2009 року в напівсередній категорії за пояс WBO. Бій пройшов в Лас-Вегасі, США .

## Хід бою
Перший раунд бою пройшов в рівній боротьбі, але вже в другому раунді Пак'яо повністю захопив ініціативу. В третьому раунді Пак'яо відправив Котто в нокдаун. Другий раз Котто побував на канвасі в четвертому раунді. Пак'яо домінував весь бій, і на початку дванадцятого раунду після багатоударної комбінації філіппінця рефері зупинив бій.